# Chelipoda basalis
Chelipoda basalis är en tvåvingeart som beskrevs av Yang 1990. Chelipoda basalis ingår i släktet Chelipoda och familjen dansflugor. Inga underarter finns listade i Catalogue of Life.